# Voide
Voide (petit país de França) en l'antiga Gran Est.
Diòcesi de Toul, avui departament del Mosa, districte de Commercy. És travessat pel riu Mosel·la, durant 25 km del seu curs. La part principal del país correspon a la vora esquerra. La seva capital és Void, a la que seguia en importància Commercy.
Voide és l'antiga pagus Bendesis dels merovingis.